# Rello
Rello ist ein Dorf und eine Gemeinde (municipio) mit nur 20 Einwohnern (Stand: 2024) in der nordspanischen Provinz Soria in der Autonomen Gemeinschaft Kastilien-León. Der von einer Stadtmauer (muralla) umgebene Ort ist als Conjunto histórico-artístico anerkannt.

## Lage
Der Ort Rello liegt auf einer Anhöhe oberhalb des Río Escalote gut 76 km (Fahrtstrecke) südwestlich der Provinzhauptstadt Soria bzw. knapp 24 km südöstlich von Berlanga de Duero in einer Höhe von ca. 1075 m ü. d. M. Das Klima im Winter ist kühl, im Sommer dagegen durchaus warm; die eher geringen Niederschläge (ca. 515 mm/Jahr) fallen – mit Ausnahme der eher regenarmen Sommermonate – verteilt übers ganze Jahr.

## Bevölkerungsentwicklung
| Jahr      | 1900 | 1950 | 2000 | 2016 |
| Einwohner | 242  | 252  | 42   | 17   |

Der deutliche Bevölkerungsrückgang im 20. Jahrhundert ist im Wesentlichen auf die Mechanisierung der Landwirtschaft und den damit einhergehenden Verlust an Arbeitsplätzen zurückzuführen.

## Wirtschaft
In der Antike und im Frühmittelalter Früher wurde das hochgelegene und deshalb nahezu immer grüne Gebiet in den Sommermonaten von Wanderhirten mit ihren Ziegen- und Schafherden aufgesucht. Im Mittelalter siedelten sich auch Kleinhändler, Handwerker und Dienstleister aller Art in der hauptsächlich agrarisch geprägten und sich weitgehend selbst versorgenden Landgemeinde an. Seit den 1970er Jahren entwickelte sich der Tourismus in Form der Vermietung von Ferienhäusern (casas rurales) zur wichtigsten Einnahmequelle der Gemeinde.

## Geschichte
Aus antiker und frühmittelalterlicher Zeit sind keine Nachrichten bekannt. Ende des 11. Jahrhunderts wurde die Gegend unter Alfons VI. von León (reg. 1065–1109) für die Christen zurückerobert (reconquista); die Stadtmauer (muralla) entstand im 14. Jahrhundert.

## Sehenswürdigkeiten

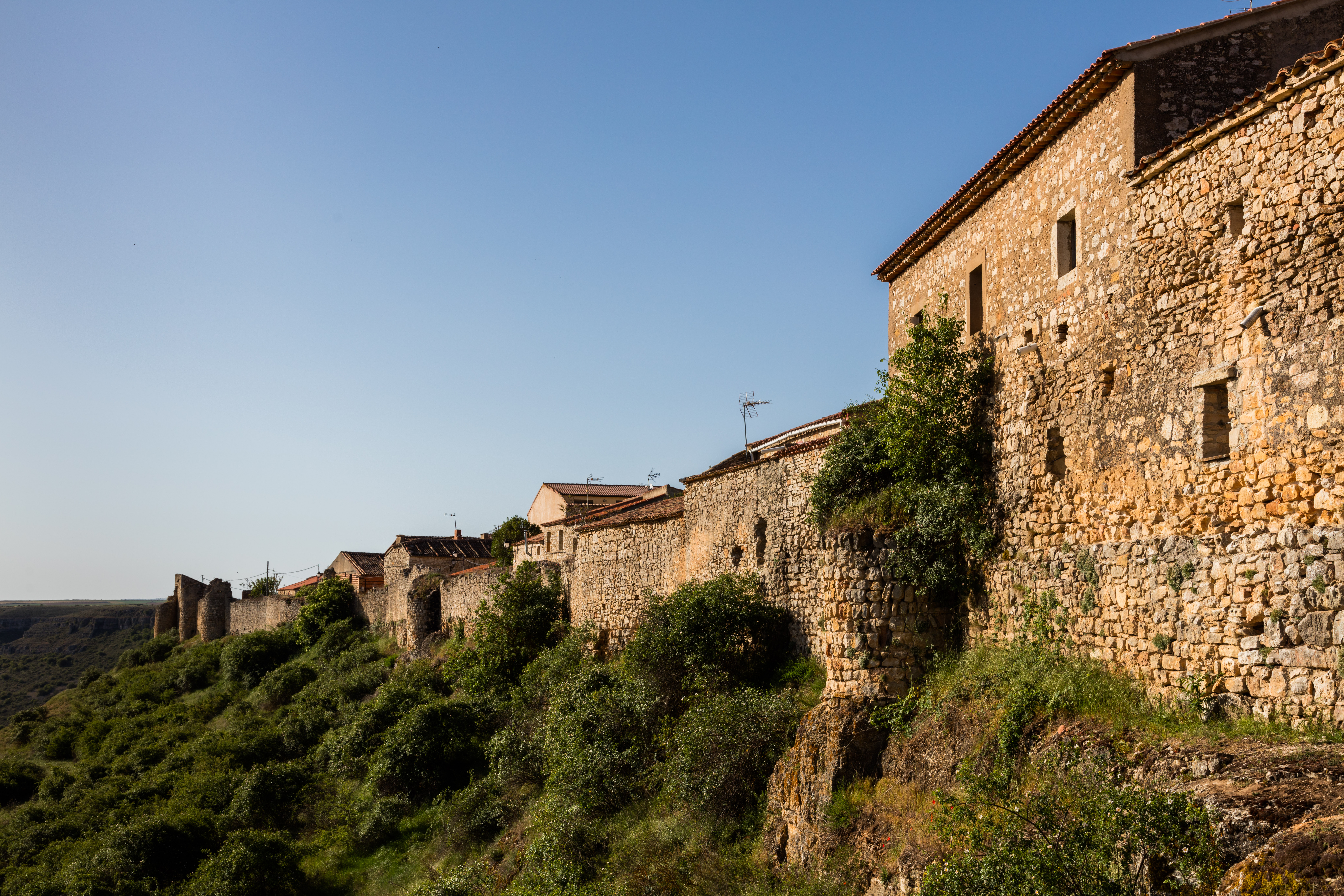
Stadtmauer

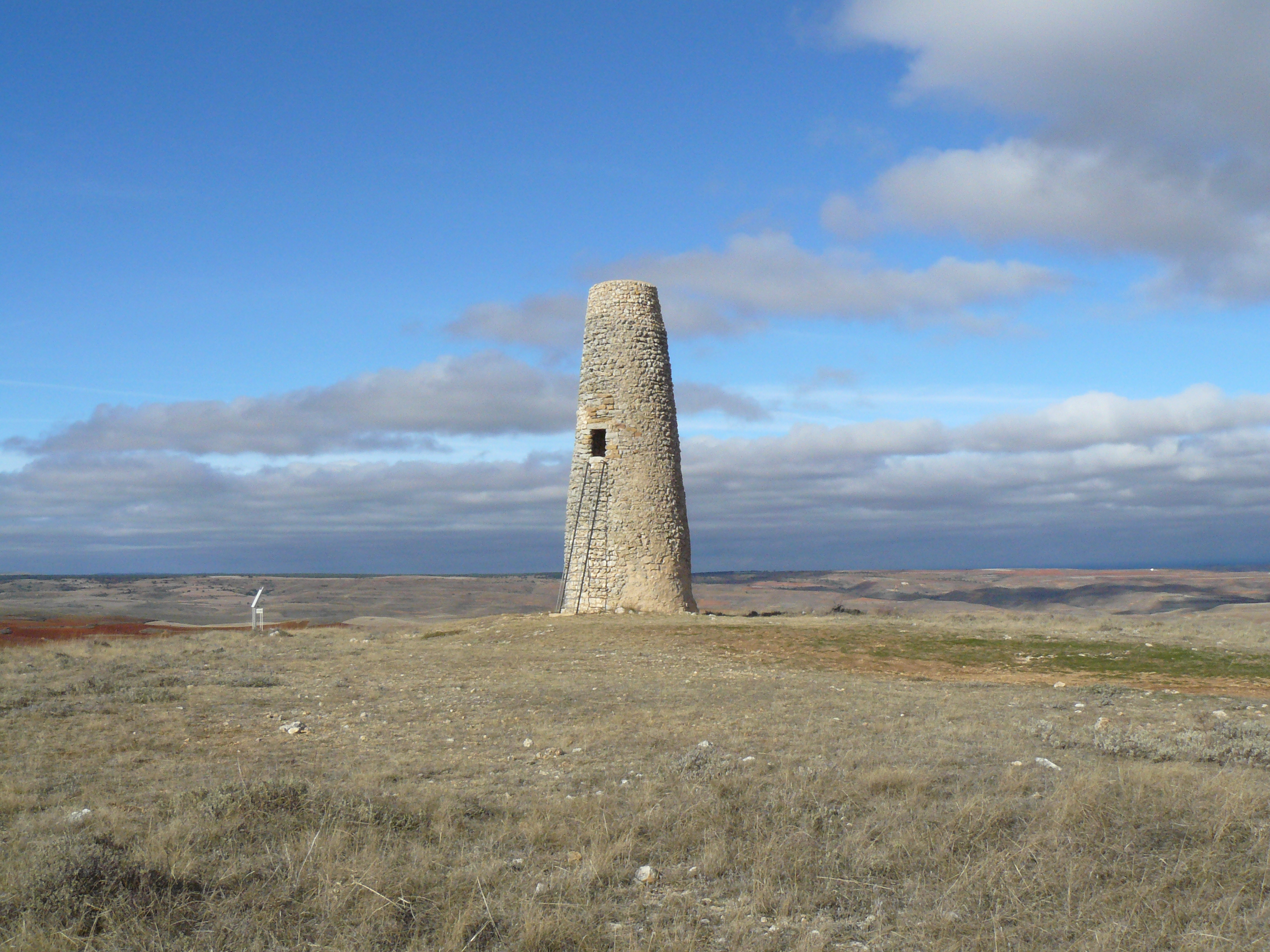
Atalaya de Tiñón

- Der gesamte Ort mitsamt seiner Kirche ist – ebenso wie die Stadtmauer – aus Bruchsteinen erbaut. Hausteine findet man nur am Stadttor, an den Ecksteinen und Tür- bzw. Fensterrahmungen einiger Häuser, am Sockel der Gerichtssäule und am Glockengiebel der Kirche.
- Die um die Mitte des 17. Jahrhunderts erbaute Pfarrkirche Nuestra Señora de la Asunción ist der Himmelfahrt Mariens geweiht. Der rückwärtig durch eine Glockenstube stabilisierte Glockengiebel (espadaña) zeigt einen Farbwechsel der Steinlagen.
- Eine aus einer Kanone gefertigte Gerichtssäule (rollo) oder (picota) zeugt von der Gerichtshoheit und vom Bürgerstolz der Gemeindebewohner.

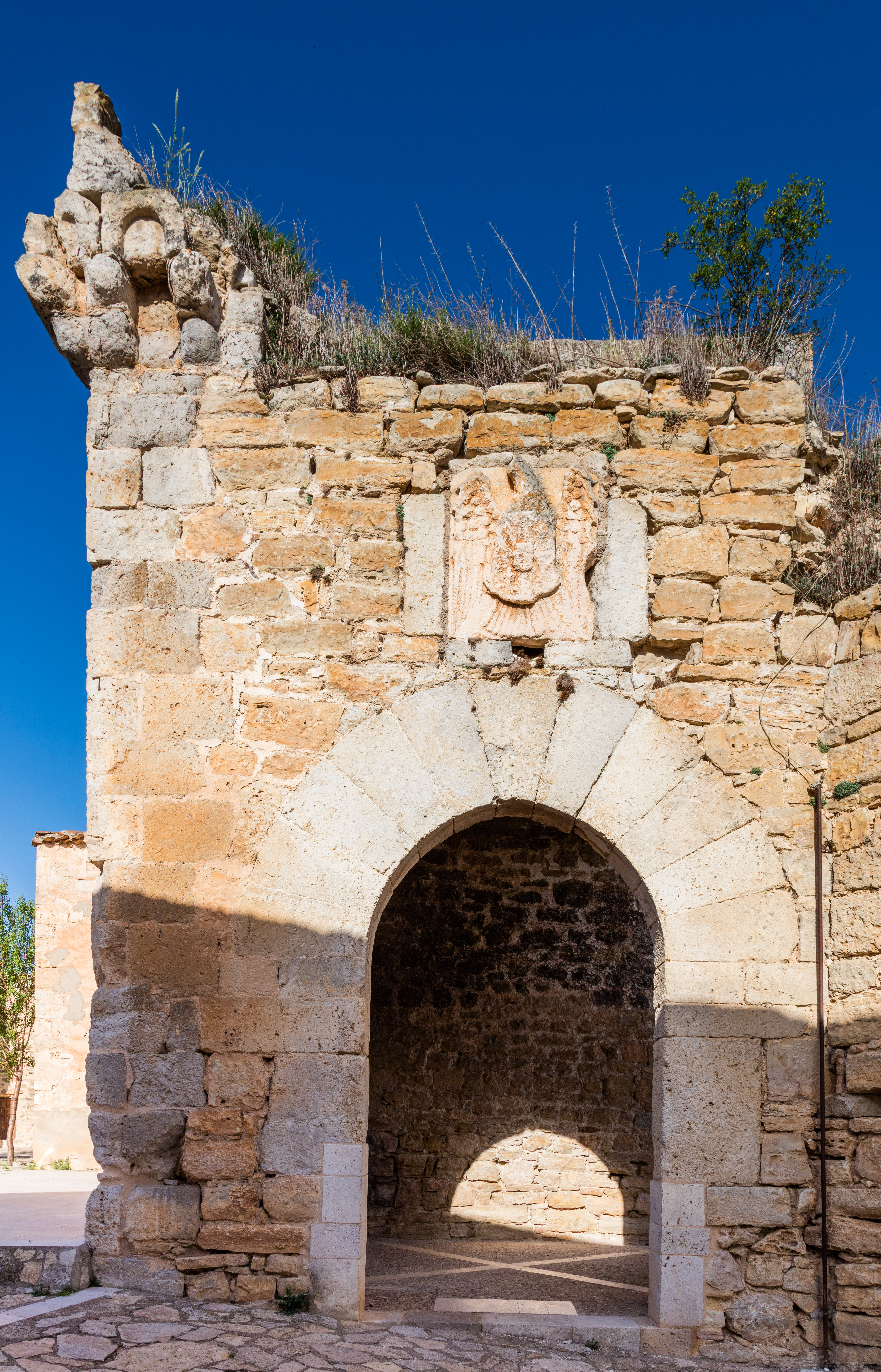
Burgtor mit Wappen
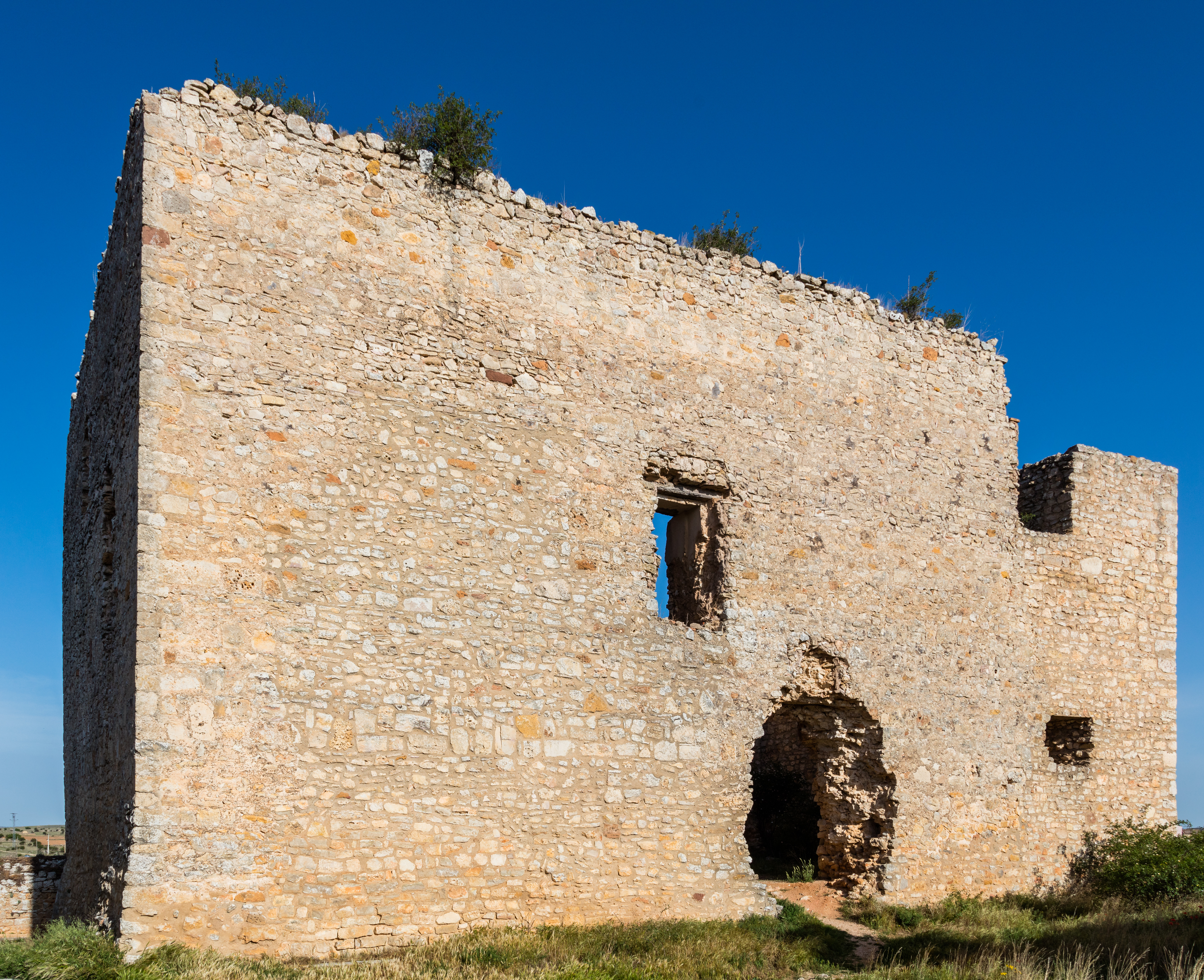
Ruine der Burg
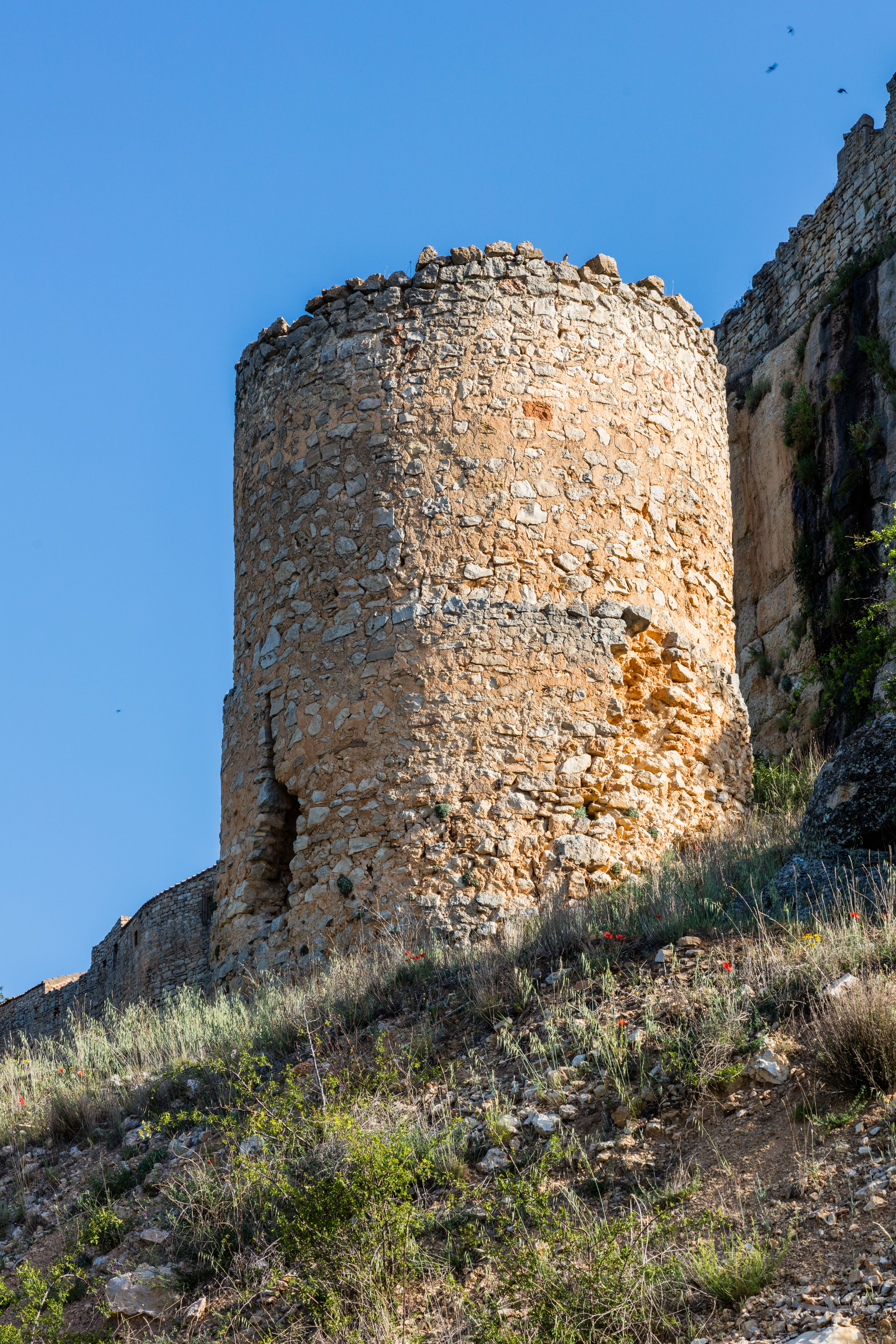
Turm vor der Stadtmauer
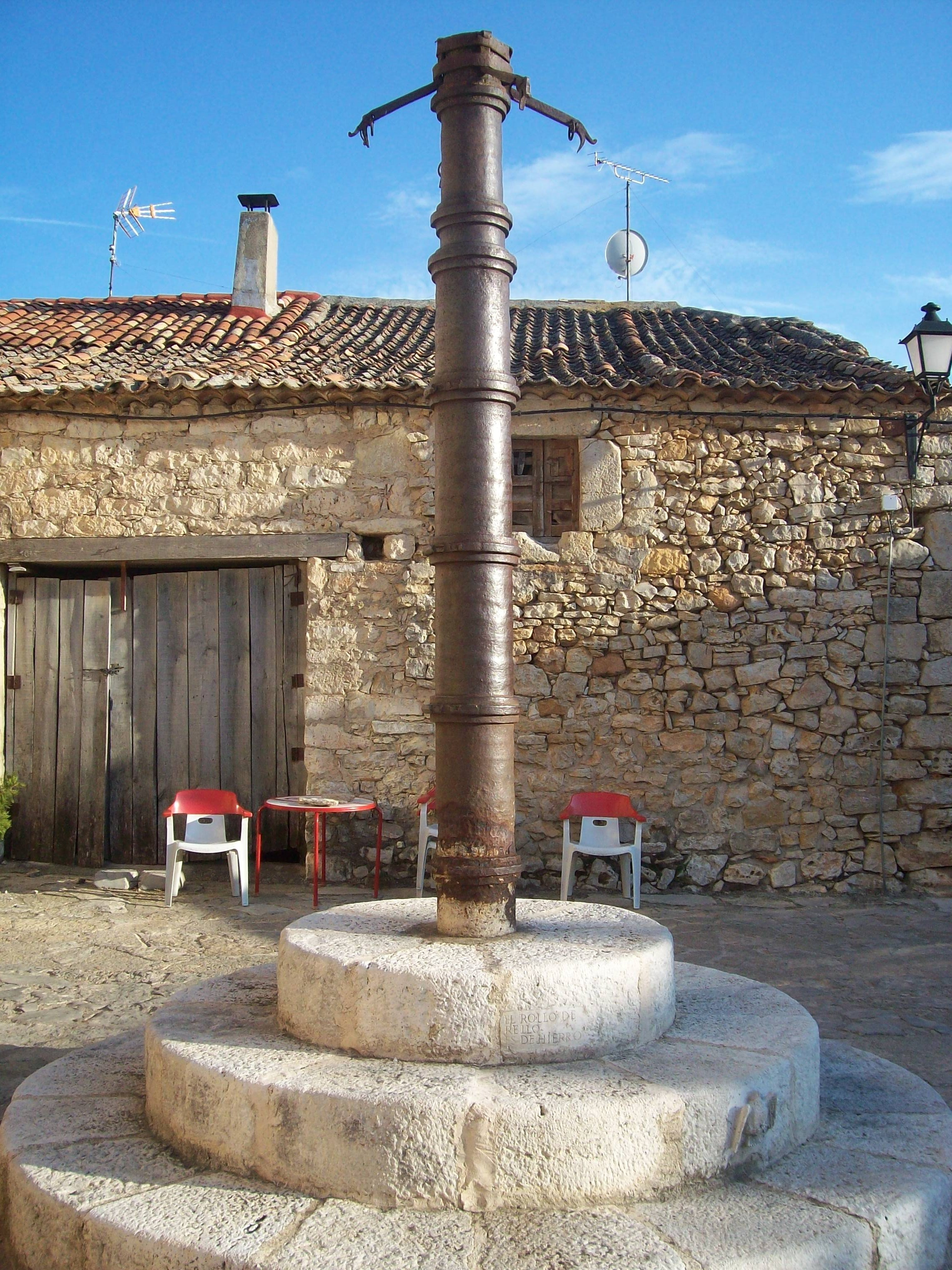
Gerichtssäule (rollo)

Umgebung
- Circa drei Kilometer nördlich des Ortes erhebt sich der Atalaya de Tiñón, ein Wachturm aus maurischer Zeit.[5]
- Die im Innern mit romanischen Fresken ausgemalte Ermita de San Baudelio de Berlanga befindet sich ca. 20 km nördlich des Ortes.